# Mimetidae
Los mimétidos (Mimetidae) son una pequeña familia de arañas araneomorfas. También son conocidas como arañas pirata. Dicha familia consta de unas 200 especies repartidas en 12 géneros. En Europa los dos géneros más frecuentes son: Ero y Mimetus. Estas arañas depredan a otras arañas. Son normalmente amarillas y marrones, aunque también las hay de colores rojizos.

## Géneros
Según The World Spider Catalog 12.5:
- Arocha Simon, 1893
- Arochoides Mello-Leitão, 1935
- Australomimetus Heimer, 1986
- Ermetus Ponomarev, 2008
- Ero C. L. Koch, 1836
- Gelanor Thorell, 1869
- Gnolus Simon, 1879
- Kratochvilia Strand, 1934
- Melaenosia Simon, 1906
- Mimetus Hentz, 1832
- Oarces Simon, 1879
- Phobetinus Simon, 1895
- Reo Brignoli, 1979
- †Protomimetus Wunderlich, 2011

## Véase también

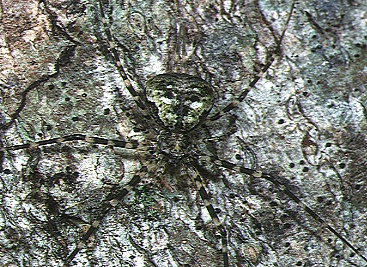
Hersilia okinawaensis perfectamente camuflada con el sustrato
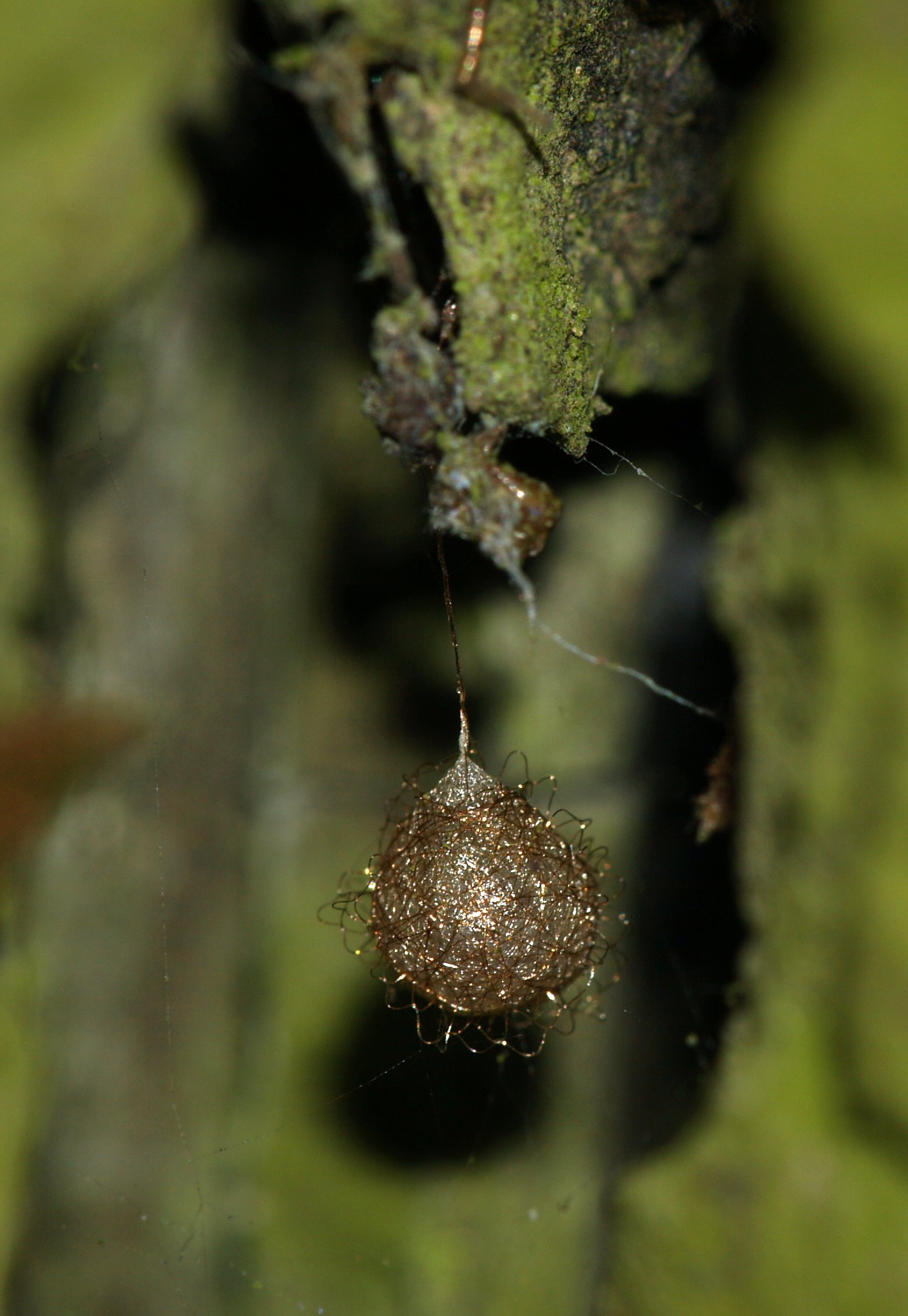
Saco ovígero de Ero furcata